# 859년

## 연호
- 당(唐) 대중(大中) 13년
- 일본(日本) 덴난(天安) 3년 / 조간(貞観) 원년

## 기년
- 당(唐) 선종(宣宗) 13년
- 신라(新羅) 헌안왕(憲安王) 3년
- 발해(渤海) 대건황(大虔晃) 2년

## 사건
- 봄에는 곡물의 가격이 상승해, 국민이 굶주리게 되었다. 구제를 하기 위해서 왕은 각지에 사자를 파견해, 곡물을 나누어 주었다. 동년 4월에는 제방의 수축을 행해 농업 진흥에 노력했다.